# Dictionnaire d'histoire et de géographie ecclésiastiques
De Dictionnaire d'histoire et de géographie ecclésiastiques is een Franstalig encyclopedisch naslagwerk over de kerkgeschiedenis dat uitgegeven wordt bij Brepols te Turnhout. Hoofdredacteurs zijn Luc Courtois, hoogleraar aan de Belgische Université catholique de Louvain en Eddy Louchez, hoogleraar aan de Université catholique de Louvain en de Katholieke Universiteit Leuven.
De encyclopedie beschrijft zowel personen, bijvoorbeeld heiligen, kerkleiders en zowel theologische als filosofische personen alsook kerkelijke gebieden, kerken en kloosters.
Het was de latere Franse kardinaal Baudrillart, op dat moment rector van het Institut Catholique de Paris, die in 1908 samen met de Zwitserse byzantinist Albert Vogt en de Franse pater Urbain Rouziès deze encyclopedie opstartte. In 1909 verscheen het eerste deel en in 1912 verscheen de eerste band waarin een aantal delen gebundeld waren.
Na Baudrillart kwam de hoofdredactie in Belgische handen met kanunnik Albert De Meyer (1930-1952), monseigneur Etienne Van Cauwenbergh (1952-1960) en kanunnik Roger Aubert (1960-2006).
Anno 2015 zijn er 185 delen (tot Licayrac) en zijn er 31 gebundelde banden (tot Licayrac) verschenen. In totaal zijn er ruim 73.000 lemmata te vinden in de encyclopedie.
In 2009 werd de volledige encyclopedie gedigitaliseerd op Brepolis, de website met online publicaties van uitgeverij Brepols.